# Стокер
«Стокер» (англ. Stoker) — фільм-трилер режисера Пака Чхан Ука та сценариста Вентворта Міллера. В головних ролях знімалися Міа Васіковська, Меттью Гуд та Ніколь Кідман. Прем'єра відбулася на кінофестивалі «Санденс» 20 січня 2013 року. 1 березня 2013 в обмеженому прокаті фільм вийшов у США та в широкому  — у Великій Британії.
Фільм «Стокер» є ремінісценцією класичного трилера Альфреда Хічкока «Тінь сумніву».
Український переклад зробила студія Омікрон на замовлення Гуртом..

## Сюжет
Після смерті батька до дівчини та її емоційно нестійкої матері приїжджає їхній загадковий дядько.
Незабаром після приїзду, дівчина починає розуміти, що ця з вигляду проста і чарівна людина має приховані пристрасті і мотиви, але замість почуття обурення і жаху, дівчина все більше захоплюється ним.

## У ролях
- Міа Васіковська — Індія Стокер[9]
- Меттью Гуд — дядько Чарлі Стокер[10]
- Ніколь Кідман — Евелін «Еві» Стокер
- Дермот Малруні — Річард Стокер[11]
- Джекі Вівер — тітка Гвендолін «Джин» Стокер[12]
- Лукас Тілл — Кріс Піттс[13]
- Олден Еренрайх — Віп Тейлор[14]
- Жудіт Годреш
- Ральф Браун — шериф Говард
- Філліс Соммервіль — місіс Макгаррік

## Зйомки
Основні зйомки розпочалися у вересні 2011 року в Нашвіллі, штат Теннесі. Частину фільму було знято біля міста Мерфрісборо. Пак Чхан Ук сказав в інтерв'ю, що йому довелося прискорити процес виробництва і завершити зйомки за 40 днів. На знімальному майданчику режисер спілкувався з акторами за допомогою англомовного перекладача Вончжу Чона, який за сумісництвом був співпродюсером фільму.

## Критика
На кінофестивалі Санденс фільм отримав в основному позитивні відгуки. Джеремі Кей з газети The Guardian назвав фільм « чудово змонтованим сімейним детективом, одягненим як готична казка» з «задушливою атмосферою і пишними візуальними ефектами» і поставив чотири зірки з п'яти. «Поєднання жахів, трилера і сімейної драми, це вишукане кіно», - говорить Оллі Річардс з Empire, який поставив фільму п'ять зірок. «Васиковська, Кідман і Гуд бездоганні. Це акторські роботи, які повинні бути висунуті на нагороди» Пітер Треверс з Rolling Stone поставив фільму три зірки з чотирьох, звернувши увагу на «чорний гумор» і «еротичну напруженість» у фільмі і назвав його «трилером дикої краси». Ту Купер дав фільму п'ять зірок: «Образ Васіковської притягує та інтригує, вона плавно переходить в темний світ, який існує в розумі її режисера. Її персонаж миттєво запам'ятовується і ставить її на один рівень з іншими дивовижними жінками з фільмів про помсту Пака Чхан Ука». «Пак Чхан Ук дійсно Хічкок для нового покоління глядачів».

## Цікаві факти
- «Стокер» — перший англомовний фільм корейського режисера Пака Чхан Ука.
- Сценарій Вентворта Міллера 2010 року посів п'яте місце у «Чорному списку» — десятці найкращих нереалізованих сценаріїв.[16]
- Композитори Філіп Ґласс та Клінт Менселл співпрацювали в розробці саундтрека до фільму: Менселл написав основний саундтрек, а Гласс написав мелодію, яку Індія та Чарлі виконують на роялі.[1]
- На ролі Індії та Евелін Стокер розглядалися Кері Малліган та Джоді Фостер.[17]
- Претендентами на роль Чарлі Стокера були Колін Ферт, Джеймс Франко, Майкл Фассбендер та Джоел Едгертон.[18][10]

## Саундтрек до фільму
1. «I'm Not Formed By Things That Are of Myself Alone» (діалог)
2. Emily Wells — «Becomes the Color»
3. Клінт Менселл — «Happy Birthday (A Death in the Family)»
4. Clint Mansell — «Uncle Charlie»
5. «A Whistling Tune from a Lonely Man» (діалог)
6. Clint Mansell — «The Hunter & the Game»
7. Clint Mansell — «Blossoming»
8. Ненсі Сінатра & Lee Hazelwood — «Summer Wine»
9. Clint Mansell — «A Family Affair»
10. Clint Mansell — «Becoming…»
11. Філіп Ґласс — «Duet»
12. Clint Mansell — «Crawford Institute (Family Secrets)»
13. Viorica Cortez — «Stride La Vampa» (Verdi)
14. Clint Mansell — «The Hunter Plays the Game»
15. Clint Mansell — «In Full Bloom»
16. Clint Mansell — «The Hunter Becomes The Game»
17. Clint Mansell — «We Are Not Responsible For Who We Come to Be (Free)»
18. Clint Mansell & Emily Wells — «If I Ever Had a Heart» (бонус)